# Guerra a l'antiga Grècia

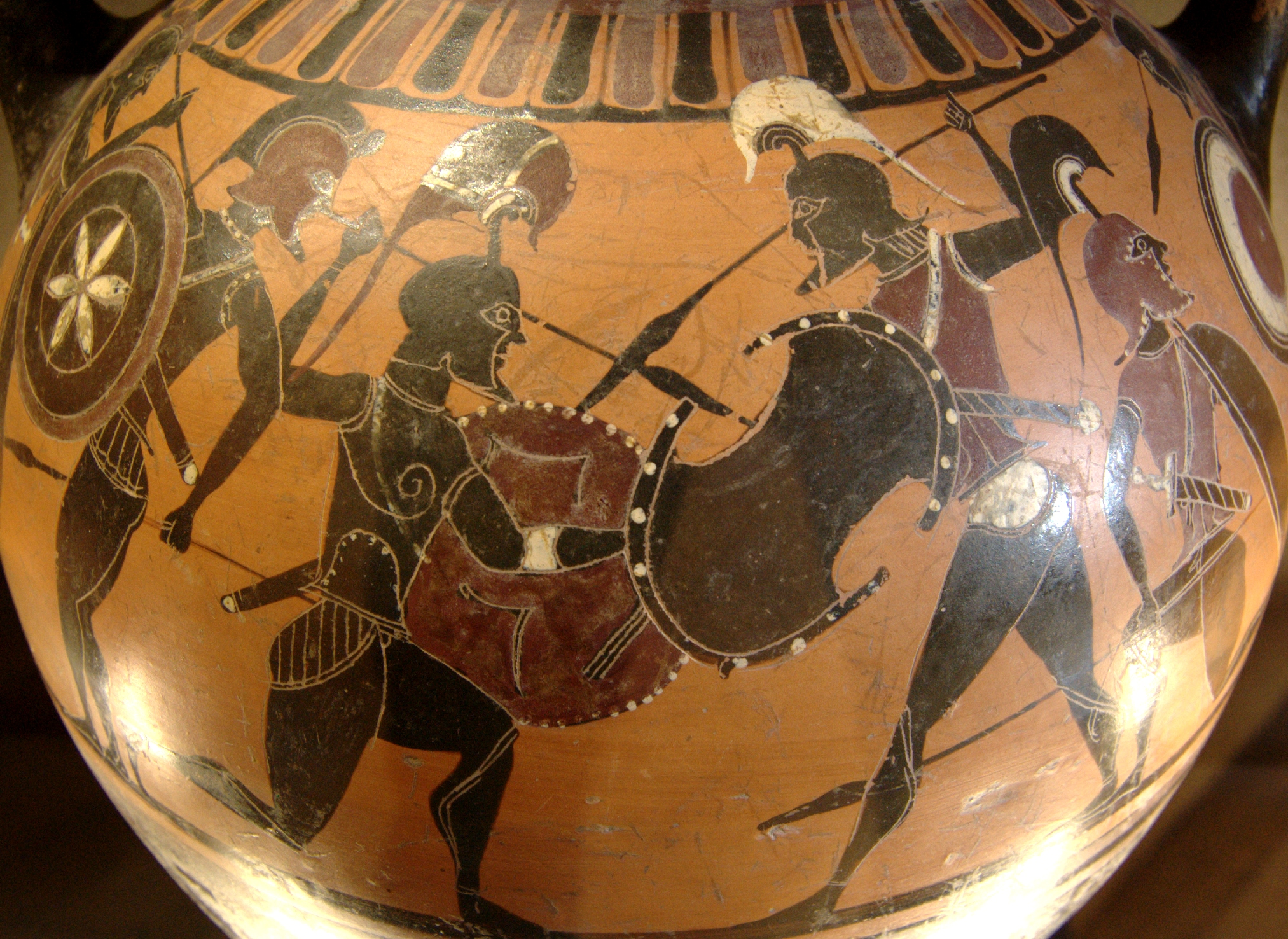
Hoplites grecs

La guerra a l'antiga Grècia es refereix a la guerra entre les polis gregues (les ciutats estat de l'antiga Grècia), entre la revolució hoplita del segle viii aC i l'emergència de l'Imperi macedoni al segle iv aC.
Poques civilitzacions foren tan bel·licoses com les polis gregues, tot i que eren societats poc militaritzades fins al segle iv aC. Els temples tenen representacions en els frontons i frisos amb déus amb indumentària d'hoplita. Els gots ceràmics glorifiquen les files de la falange. Les esteles funeràries representen morts dels soldats d'infanteria. Plató utilitza sovint el model de la guerra per a il·lustrar les seves teories de la virtut i del coneixement i extreu sovint els seus exemples de l'experiència militar personal de Sòcrates. Per a Heròdot, Tucídides o Xenofont, la guerra era un recurs molt utilitzat. Per a Sòcrates, matar soldats guerrejant per Atenes no s'oposava a la pràctica de la dialèctica o de la reflexió filosòfica abstracta.

## Organització
La guerra grega antiga s'organitzava en terra per la formació de la falange, una profunda línia d'hoplites equipats amb escuts, llances i espases. L'hoplita rep el nom per l'escut, l'hoplon. El pla de la falange consistia bàsicament a avançar cap a l'enemic amb la llança estesa. Quan la falange arribava a l'abast de les espases, els soldats en treien les seves i començaven a lluitar. Si els arquers enemics disparaven sagetes a la falange, els hoplites aixecaven els escuts, ja que la unitat era essencial per a la defensa. La falange grega era la millor infanteria, demostrada per la victòria atenesa a Marató. Deu mil hoplites atenesos organitzats en una falange van derrotar un exèrcit persa molt superior en nombre, d'uns 26.000 soldats; els atenencs van patir poques pèrdues. Un altre tipus de soldat era el peltasta, que pertanyia a la infanteria lleugera i estava equipat principalment amb javelines. Els peltastes eren usats normalment per a les escaramusses.
L'antic Regne de Macedònia perfeccionà la falange amb l'ús de les, inusitadament llargues, sarisses. A més de la formació de la falange, els macedonis, sota el rei Filip II, van començar a usar esquadrons de cavalleria ordenats i unitats tàctiques d'escaramusses en la batalla.
Un altre canvi introduït per Filip II fou la creació i el manteniment d'un exèrcit professional. Abans, les falanges gregues estaven compostes per soldats-ciutadans. Els exèrcits professionals, però, molt entrenats, foren la norma, especialment després que el fill de Filip, Alexandre el Gran, conquistés el vast Imperi persa i, a la seva mort, deixés diversos estats als diàdocs. No fou fins a l'evolució de la falange a l'estil més flexible de la legió romana, en organització i equipament, i combinat amb el més àmpliament difós ús de la cavalleria lleugera, quan la falange grega perdé en el camp de batalla. Una altra forma de falange, la falange obliqua, s'usava quan els exèrcits enfrontats intentaven flanquejar la falange o atacar els costats vulnerables. Per defensar-se contra aquesta maniobra, les ales dreta i central de la falange es fusionaven amb l'ala esquerra per formar una falange de cinquanta soldats de fons.
Al voltant de l'època de les Guerres Mèdiques, els grecs (i especialment els atenencs) van tenir la idea d'armar vaixells i lluitar al mar. L'embarcació de combat grega bàsica era el trirrem, amb tres fileres de rems en cada costat per augmentar la velocitat i la maniobrabilitat. L'estratègia atenesa en els combats navals demostrà el seu èxit en la batalla de Salamina, en què una petita flota atenesa fent servir el principi de xocar, cremar i capturar les embarcacions enemigues, va vèncer completament la flota persa.
Després de la derrota dels perses al mar Egeu, els atenesos van usar la seva marina com a defensa contra els pirates i altres perills, en un esforç de promoure el comerç dins de la confederació de Delos. La guerra naval fou decisiva en la Guerra del Peloponès, quan l'estratègia d'Atenes li donà de nou la superioritat naval i els atenesos van intentar tancar dins els seus murs llargs i utilitzar la seva flota per bloquejar els ports dels aliats d'Esparta, limitant el comerç. Després de l'arriscada aventura militar a Sicília, Atenes va perdre una gran part de la seva flota i molts dels seus millors soldats. Els espartans aprofitaren aquest cop aixafant i creant ràpidament la seva pròpia marina amb el suport de Pèrsia. Amb un inqüestionable exèrcit de terra i una marina passable, Esparta va incitar moltes colònies ateneses a revoltar-se, privant Atenes dels fons necessaris per a construir més vaixells. No passà molt de temps abans que Esparta prengués Atenes, derroqués els murs de la ciutat i la saquegés.

## El soldat-ciutadà
Un ciutadà era, per definició, un soldat. I el grau de qualificació política del ciutadà era el que determinava el seu grau de qualificació militar. A les classes socials més altes els corresponien els càrrecs superiors.
En l'Atenes del segle v aC, els pentacosiomedimnos, els membres de la primera classe, tenien el privilegi de la trierarquia, la litúrgia principal, que els encarregava armar la flota. Els cavallers s'elegien entre els hippeis, els membres de la segona classe. I per a pertànyer a la falange dels hoplites havien de formar part dels zeugites, la tercera classe.
El bon soldat era propietari de terres. No sols perquè no es podia amagar a la cobdícia dels enemics, sinó principalment perquè treballar la terra, segons Xenofont, era una escola de virtut per al ciutadà, en què adquiria les qualitats de vigilància, força i justícia que formen la base de l'esperit militar.
El bon soldat era també pare de família, perquè la preocupació per conservar la llibertat dels fills era un altre bon motiu per combatre.

## Imperialisme atenenc

Imperi atenès cap al 450 aC

Atenes, després de les guerres mèdiques, en què va contribuir més que cap ciutat a la derrota dels invasors, tractava d'atribuir-se l'hegemonia i de conservar-la després, al marge de les aspiracions independentistes de les ciutats aliades i de fet dominades per Atenes, al marge també de l'hostilitat d'Esparta i dels seus aliats del Peloponès, que no podien admetre la supremacia atenesa.
Per establir i conservar el domini sobre les illes de l'Egeu i moltes de les ciutats marítimes de la costa d'Àsia Menor, per garantir l'abastament de cereals, que, procedents en gran part de l'Euxí, havien de travessar els estrets, Atenes necessitava una nombrosa flota comercial i una poderosa marina de guerra.
Sabem que, des de la decisiva acció de Temístocles en els anys anteriors a Salamina (480 aC), la talassocràcia atenesa dominà efectivament tota la conca oriental de la Mediterrània fins al desastre del 404 aC.
Al segle iv aC, Atenes intentarà mantenir el domini del mar, que va perdre sobretot a partir del 377 aC, any en què va crear la segona confederació marítima.
D'altra banda, durant tota l'època antiga Atenes necessità un exèrcit de terra per fer front als atacs dels seus veïns de Beòcia i del Peloponès i, arribat el cas, per atacar al seu propi territori. No obstant això, Atenes es limitava gairebé sempre a defensar-se dels hoplites d'Esparta i Tebes. Quan Ifícrates proposi un repartiment de l'hegemonia entre les dues ciutats perquè cessin les rivalitats funestes entre Atenes i Esparta, considera amb la major naturalitat associar el poder naval d'Atenes amb el poder terrestre dels lacedemonis.

## L'exèrcit espartà

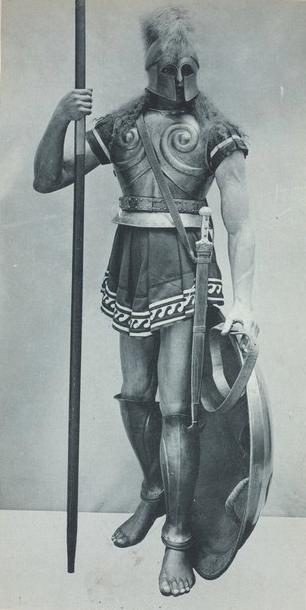
Hoplita espartà

Aquest poder terrestre d'Esparta se centrava en primer lloc en un sistema educatiu des de la infància totalment orientat a la preparació per a la guerra.
Dels 16 als 20 anys, l'adolescent es convertia en irena de primer, segon, tercer o quart any. La "irena" corresponia a l'efebia àtica, amb la diferència que aquesta era més breu, dos anys només.
Als 20 anys, tot espartà s'incorporava a l'exèrcit actiu, però la seva formació militar no havia finalitzat. L'educació dels espartans es perllongava fins a l'edat madura. Dels 20 als 30 anys, aquests joves guerrers seguien vivint, tot i que estiguessin casats, amb els seus «camarades de botiga» i continuaven menjant tots junts (sisitias). Encara no se'ls permetia l'accés a l'àgora, ni podien exercir els drets polítics. Per a ells la vida familiar no podia començar fins després dels 30 anys, alterada a més pel costum d'aquests menjars en grup.
Als 60 anys, l'espartà quedava per fi alliberat del servei militar i podia formar part del Senat (Gerúsia). Però seguia passant molt de temps en els gimnasos vigilant els exercicis dels nens i les lluites dels irenes.
L'exèrcit espartà, manat per un dels dos reis que vigilaven sovint els èfors, estava compost únicament pels hoplites, ciutadans de ple dret o periecs.
Aquesta infanteria pesant estava dividida en 5 regiments (mores), manats pels polemarcs, a l'ordre hi havia els locagós, caps de batalló, els pentecontarcs, comandants de companyia, i els enomotarcs, caps de secció.
Les diferents unitats maniobraven amb tal flexibilitat que van provocar l'admiració del atenencs de Xenofont, sobretot per passar de la formació de marxa en columna a la de línia: un moviment de conversió posava a l'instant totes les seccions a l'alçada de la secció de cap, que s'havia detingut. Si en aquest moment hagués aparegut per darrere una tropa enemiga, cada fila hauria fet una sàvia contramarxa perquè els millors soldats estiguessin sempre enfront de l'enemic en primera línia.
Els hoplites d'Esparta es distingien a simple vista dels d'altres ciutats pel color de la túnica i per la cabellera. Les seves túniques eren de color escarlata perquè, segons deien, «la sang no es notés», mentre que en l'exèrcit atenès, per exemple, només el vestit dels oficials estava adornat amb franges porpres. Portaven el cabell llarg, i això en la Grècia de Pèricles era un costum arcaic.
Abans de la batalla es netejaven i cuidaven la cabellera que, en general, devien portar prou descuidada. Abans de la batalla de les Termòpiles, un genet persa enviat per Xerxes com a observador al camp de Leònides I va aconseguir sorprendre els soldats espartans «alguns dels quals, ens diu Heròdot, es dedicaven a realitzar exercicis, mentre que altres es pentinaven».
Esparta tenia plena confiança en els seus hoplites, decidits a morir in situ abans de retrocedir. Tenia una cavalleria molt minsa.
En el camp, la disciplina era molt estricta, i la menor falta es castigava amb bastonades. Les faltes greus suposaven la mort o la degradació militar i la pèrdua dels drets cívics.
L'única debilitat d'Esparta des del punt de vista militar (que a la llarga va ser mortal) era la manca d'homes, l'oligantropia. Els seus hoplites eren admirables, però escassos, la casta «els iguals» (homoioi). L'existència material estava lligada a les propietats rurals (cleroi) cultivades en el seu profit per les classes inferiors, era una casta summament tancada i, per egoisme, limitava el nombre de fills, fins al punt que la pèrdua en les batalles la van reduir sense parar i van acabar per aniquilar-la literalment.
A Platea, al 479 aC, hi havia 5.000 hoplites espartans (acompanyats de 5.000 hoplites periecs i d'una multitud de 35.000 hilotes lleugerament armats); un segle després, a Leuctra al 371 aC, només hi havia 700 hoplites espartans.
No obstant això, els hoplites d'Esparta van seguir sent, a causa del perfecte entrenament i del sentit de l'honor i de la disciplina, i malgrat el seu reduït nombre, els amos indiscutibles dels camps de batalla, fins al moment precís de la batalla de Leuctra, en què foren vençuts per l'exèrcit tebà d'Epaminondes.

## Exèrcit beoci

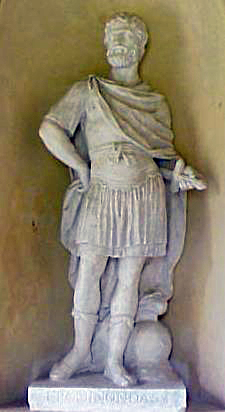
Epaminondes: reformador de l'exèrcit beoci

Els beocis sempre van tenir una de les millors cavalleries de Grècia. Els seus hoplites no portaven l'escut rodó habitual, sinó un de lleument eixamplat per ambdós costats.
Al segle iv aC, Gòrgides creà el famós «batalló sagrat» de Tebes, una tropa d'elit de 300 soldats, concebuda, però, com una «unitat de xoc». Els hoplites d'aquest batalló eren parelles d'amants. A Tebes, quan un jove arribava a l'edat d'enrolar-se, era el seu eraste qui li regalava el seu equip militar complet, la panòplia.
Epaminondes aconseguí per fi dominar la tàctica dels lacedemonis mitjançant un nou sistema de combat: el atac amb vista oblic, i així és com va poder vèncer els guerrers d'Esparta.
Tenint en compte l'afirmació de les Hel·lèniques d'Oxirrinc, 11, 4, en el sentit que cada una de les onze parts de la Lliga Beòcia aportà mil hoplites i 100 soldats de cavalleria a la batalla de Delio (424 aC), es tractaria aproximadament dels dos terços de les forces hoplites i de gairebé tota la cavalleria.
La profunditat de la formació era un tret característic de la falange hoplita tebana. En el cas de la batalla de Delio, van formar «amb una profunditat de cinc escuts» (men kaì eíkosi), en una formació tancada de vint de fons, i el passatge en què Tucídides informa d'aquesta batalla és el primer esment de la profunditat de la falange tebana, que es mostraria tan efectiva en el segle iv aC.
En Xenofont es llegeix que els tebans, en la batalla de Leuctra, van formar «amb una profunditat de no menys de cinquanta escuts» (la primera indicació de Xenofont respecte a la gran innovació tàctica d'Epaminondes, la falange obliqua (loxē Phalanx), que reforçava en profunditat i posava els millors elements en l'ala esquerra, convertint-la en la principal força de xoc, contràriament al que era habitual).

## Organització militar d'Atenes: l'efebia

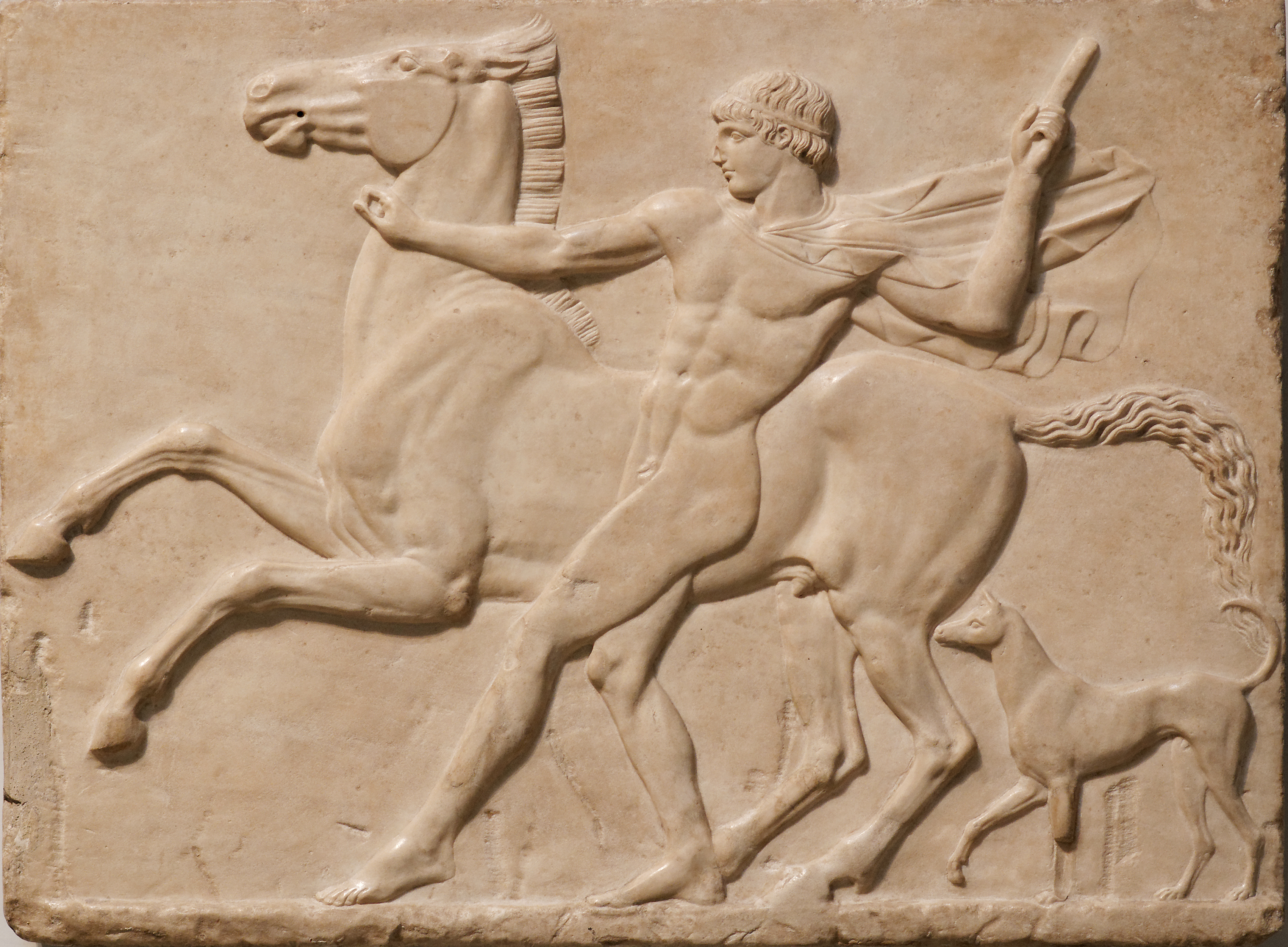
Efeb acompanyat pel seu gos, intentat ensinistrar el seu cavall amb un mos de metall, aparell ja desaparegut. Baix relleu romà de marbre, inspirat en els models clàssics grecs, c 125

A Atenes, la infància i el començament de l'adolescència es desenvolupaven amb més llibertat i en condicions molt diferents a Esparta.
El jove atenès s'exercitava amb regularitat en la palestra, sota la direcció del pedotriba, i la gimnàstica era una preparació normal per l'ofici de les armes: lluita, cursa, salt i llançament de disc, que desenvolupaven la força física i l'elasticitat. Quant a la cinquena prova del pentatló, el llançament de javelina, es tractava ja d'un exercici purament militar.
Per als adults, que havien superat l'edat de l'efebia (grec antic, ἡ ἐφηβία), la gimnàstica constituïa el millor mitjà de mantenir-se en forma i d'entrenar entre dues campanyes. Al segle v aC, la majoria dels atenesos de totes les edats prosseguien amb aquest entrenament que els mantenia preparats per suportar les fatigues militars.
A partir del segle iv aC, hi va haver un cert relaxament en la pràctica de l'esport. En aquesta època va ser precisament quan les ciutats gregues van tractar de confiar a soldats mercenaris la tasca de defensar-los, a canvi d'un sou, mentre que abans de la Guerra del Peloponès, els exèrcits grecs estaven compostos quasi exclusivament per ciutadans.
Qualsevol atenès havia de servir la seva polis dels 18 als 60 anys. Dels 18 als 20, era efeb. En aquest moment realitzava l'aprenentatge militar.
Dels 20 als 50 anys, com a «hoplita del catàleg (llista de reclutament)» o com a genet, formava part de l'exèrcit actiu, en alguna de les classes, i de vegades totes, i es mobilitzaven al començament de la campanya militar fora del país (èxodes).
Dels 50 als 60 anys passava a ser veterà, els presbytatoi, que amb els efebs i els metecs de qualsevol edat integraven una mena d'exèrcit territorial encarregat de defensar les fronteres i les places fortes de l'Àtica.
En temps de pau, el gruix de l'exèrcit només era una milícia disponible, excepte els efebs, que durant dos anys estaven ocupats del tot en els seus exercicis i, per aquesta raó, estaven exempts de qualsevol deure polític o fins i tot de comparèixer davant la justícia. Eren ciutadans des del moment del seu ingrés en l'efebia, però no exercien els seus drets fins que no havien transcorregut aquests dos anys.
L'atenès passava, doncs, 42 anys de servei, i cadascuna d'aquestes 42 classes es designaven amb el nom d'un heroi epònim. Els ciutadans que havien arribat als 60 anys quedaven alliberats de tota obligació militar i es convertien en diaitetas, àrbitres públics, una cosa semblant als «jutges de pau».
A l'inici de la Guerra del Peloponès al 431 aC, Atenes tenia un exèrcit actiu de 13.000 hoplites i 1.000 genets, així com un exèrcit territorial de 1.400 efebs, 2.500 veterans i 9.500 metecs, uns 27.400 soldats. Els hoplites de Marató havien rebut segurament una formació militar. Només cal preguntar-se si a partir d'aquest moment tots els atenesos estaven obligats a passar per l'efebia, és a dir, si la classe pobra, els tetes, que eren sobretot remers de la flota, n'estaven exempts. Aristòtil ens descriu amb detall la institució en el segle iv aC, que potser no havia sofert canvis importants des de l'època de Pèricles.
Al començament de l'any àtic, al mes d'hecatombaeon, els joves atenesos de 18 anys s'inscrivien com a demòtics, és a dir, com a membres del demo del seu pare. L'assemblea del demo comprovava la seva edat i decidia mitjançant votació si eren fills legítims i de condició lliure. Qualsevol impugnació suposava la remissió davant un tribunal de l'Heliea, i el jove convicte d'impostura era venut immediatament per l'estat com a esclau.
Més tard la Boulé sotmetia els efebs a un nou examen. Les aptituds físiques dels joves les valoraven, bé l'assemblea del demos, bé la Boulé en un consell de revisió, i fins i tot un tribunal en cas d'impugnació.
En el temple de la dea Aglauros, al nord de l'Acròpolis, els efebs prestaven més tard aquest jurament, amb la mà estesa sobre l'altar:
| « | No deshonoraré les armes sagrades que porto, no abandonaré el meu camarada de lluita, combatré per la defensa dels santuaris de l'estat, i transmetré a la posteritat no una pàtria empetitida, sinó més gran, més poderosa, en la mesura de les meves forces i amb l'ajuda de tots. Obeiré els magistrats, les lleis establertes i les que s'institueixin degudament. Si algú intentés abolir-les, l'hi impediré amb totes les meves forces i amb l'ajuda de tots. Honoraré els cultes dels meus pares. Hi prenc com a testimonis les divinitats: Aglauros, Hestia, Enio, Eniali, Ares i Atena, Areia, Zeus, Talo, Auxo, Hegèmone, Hèracles, els límits de la pàtria, el blat, l'ordi, les vinyes, les oliveres i les figueres | » |

.

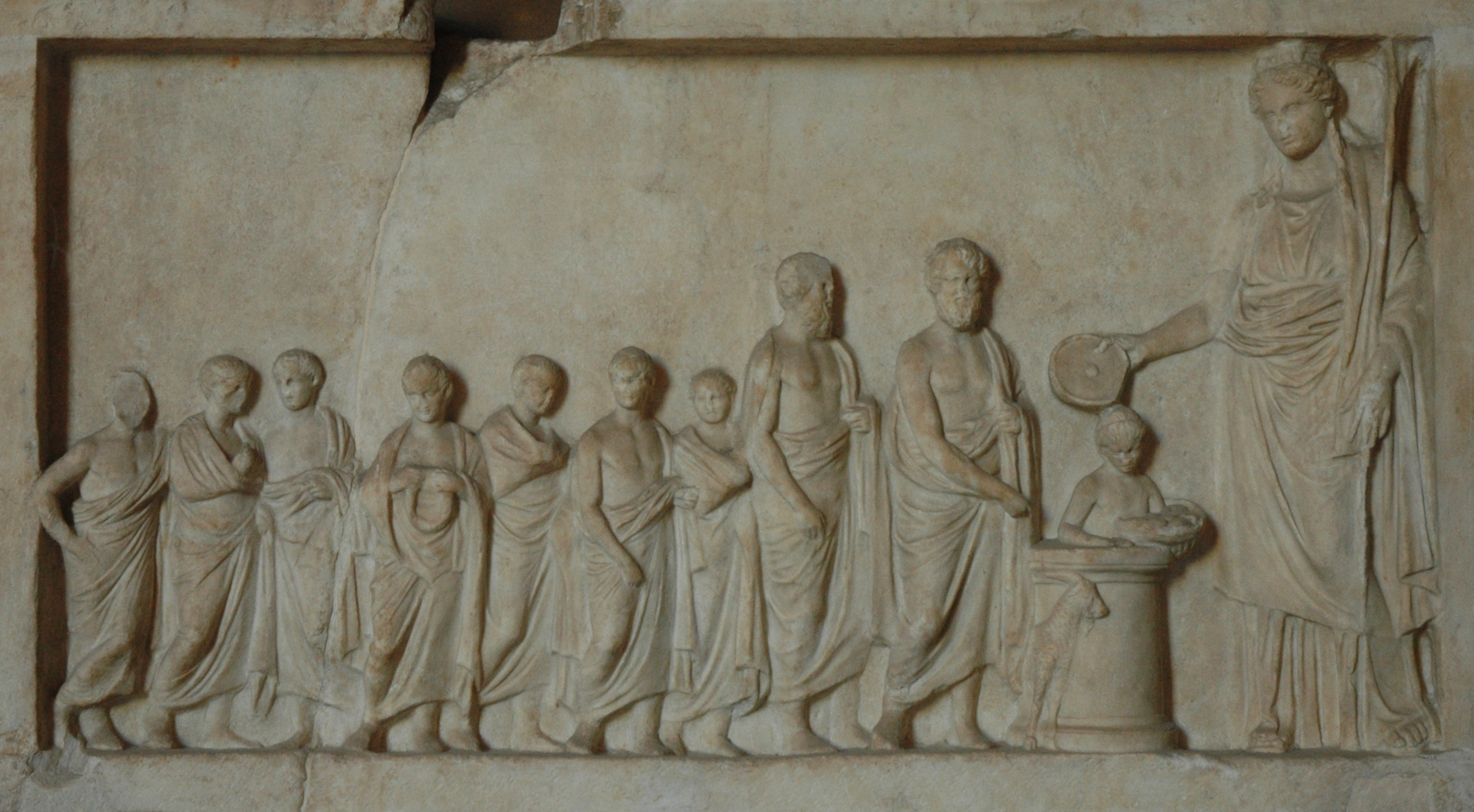
Sacrifici d'una cabra: set efebs (a l'esquerra), dos homes barbuts (sacerdots o magistrats) i un criat, dipositen ofrenes sobre l'altar, la dea potser és Demèter. Marbre pentèlic, final del

Aquesta llista de divinitats, sobretot Aglauros, Talo, Auxo, i la inclusió dels límits i dels fruits de l'Àtica, tenien un caràcter arcaic molt evident: la fórmula de jurament és segurament anterior al segle V aC.
Per dirigir els efebs, el poble elegia una sofrònica (censor) per tribu, d'una llista de tres noms elegits pels pares dels efebs, i una cosmètica (director), cap de tot el cos efèbic. Ell nomenava també els instructors dels efebs (pedotribas) i els mestres especials que els ensenyaven a lluitar com a hoplites (hoplomàquia), a tirar amb l'arc i llançar la javelina: en l'època d'Aristòtil s'hi havia afegit un instructor per maniobrar la catapulta, recentment inventada. El vestit distintiu dels efebs, la clàmide, sembla haver estat negra.
L'any de servei s'iniciava dos mesos després del començament de l'any civil, en boedròmion. Portaven els efebs a visitar els santuaris de l'Àtica (que haurien de defensar), després anaven al Pireu, on estaven aquarterats, uns a Muníquia, altres a Acté.
La sofrònica rebia diners per als efebs de la seva tribu (quatre òbols per cap i dia) i comprava els aliments necessaris per a tots, ja que menjaven per tribus.
Potser es feia ja llavors la divisió entre la infanteria i la cavalleria, en aquesta escola d'efebia, però no és segur. El cosmet havia de preocupar-se per convertir els efebs en bons genets i ensenyar-los a llançar la sageta des del cavall.
D'aquesta manera transcorria el primer any, al final del qual se celebrava en el teatre una assemblea popular, i es passava revista als efebs en moviments d'ordre tancat. En aquest moment l'estat els donava un escut i una llança, feien marxes militars per l'Àtica i estaven aquarterats en les fortaleses.
Durant aquest segon any, els efebs es comportaven com a peripoloi, és a dir, com a soldats patrullers al voltant de les fortaleses d'Elèuteres, de Files i de Ramnunt.
A Ramnunt, unes inscripcions del segle iv aC permeten evocar la vida dels efebs i les seves relacions amb la població local. Els exercicis dels efebs requerien un elevat consum d'oli i els ciutadans de Ramnunt contribuïen amb els seus propis fons, amb una generositat que els suposava agraïment i honors (corones) atorgats pels efebs i els seus caps.
El petit teatre de Ramnunt tenia una animació especial gràcies a la presència dels efebs: asseguts en els llocs d'honor (de la proedria), els magistrats del demos i els oficials de la guàrdia participaven en els espectacles que s'hi celebraven, sobretot concursos de comèdies.

## Panòplia

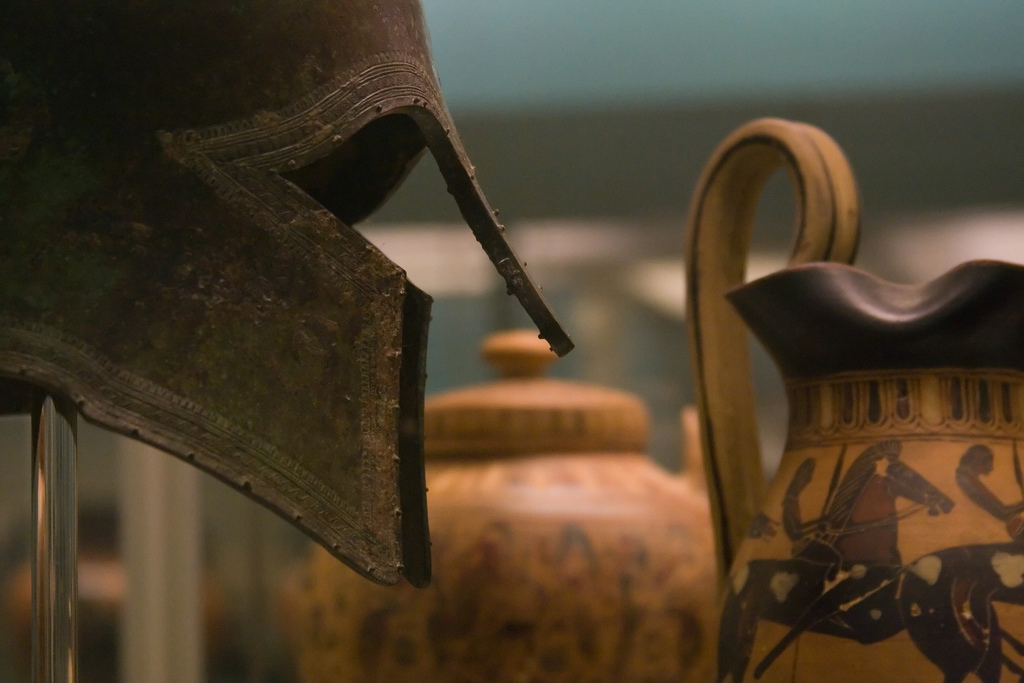
Casc grec

L'hoplita tenia una panòplia formada per armes defensives i ofensives.

### Armes defensives
El casc àtic del segle v aC (cranos) era menys pesat que el d'èpoques anteriors i estava adornat amb una cimera menys molesta. Per sobre d'un barret de feltre estava format per una semiesfera metàl·lica coberta per una cimera que adopta la mateixa corba, i per protectors de galtes articulats, de vegades també amb nasal i un protector de clatell.

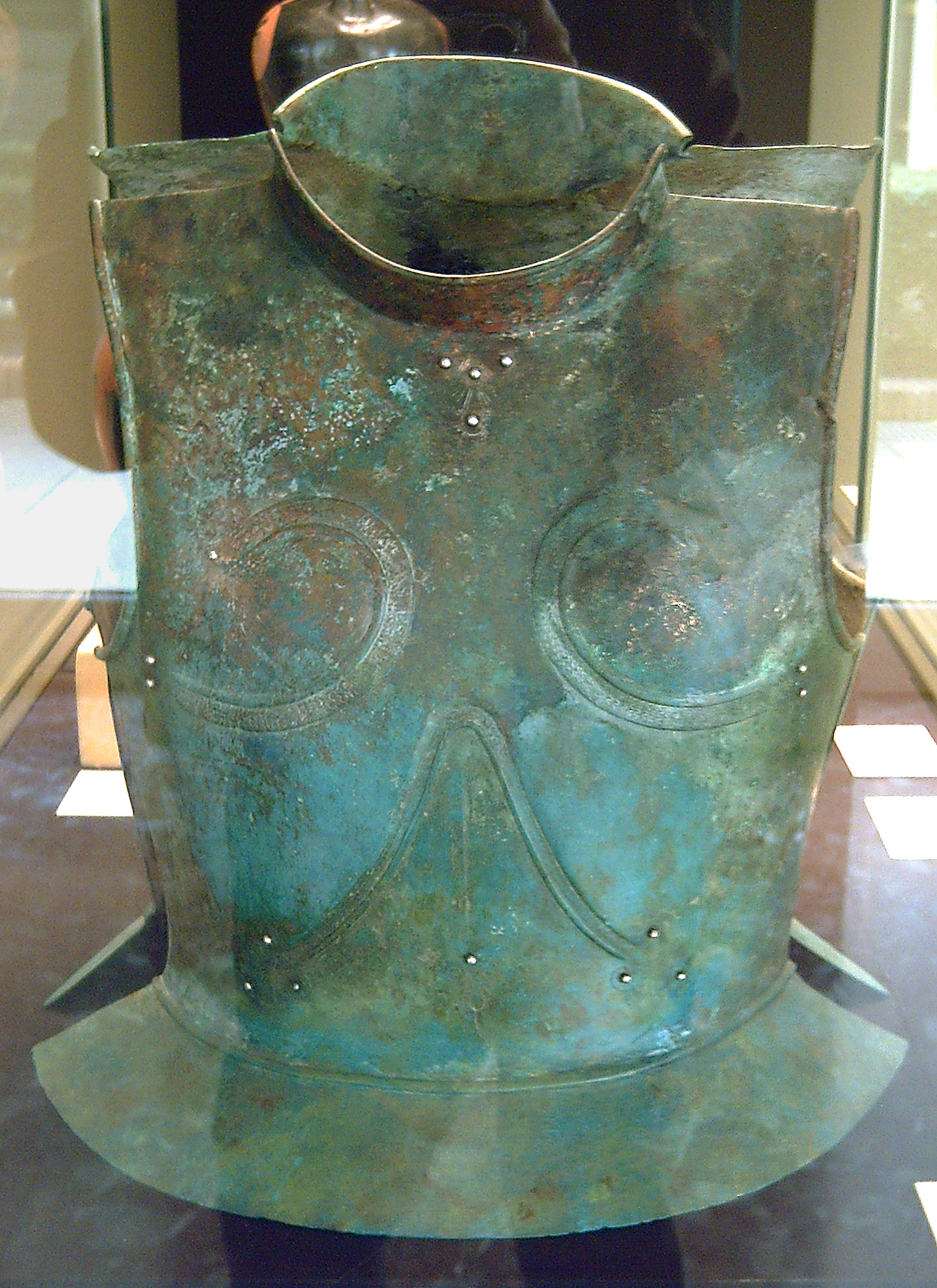
Cuirassa grega

La cuirassa (thorax), gairebé sempre de bronze, estava formada per dues peces, anterior i posterior, unides per dues grapes o ganxos. Acabava una mica més avall de la cintura, deixant les cuixes al descobert, gairebé per complet. Sovint estava adornada amb dibuixos o amb línies que subratllaven els músculs del tòrax. Altres vegades portaven una espècie de gipó de cuir o lli, reforçat per làmines de metall.
Les cames les portaven cobertes des del genoll al turmell per unes canyelleres de bronze (cnémidas): l'ús en va anar desapareixent al llarg del segle V aC.
L'escut (aspis) àtic, a diferència de l'escut eixamplat lateralment dels beocis, solia ser rodó i de bronze, d'uns 90 cm de diàmetre. També podia estar format per discos de pell de bou cosits entre si, subjectes per una muntura de fusta o metall i adornats a la cara externa amb plaques de metall. La cara exterior era sempre convexa i portava al centre un sortint (ómfalos) adornat de vegades amb caps de gorgona, que tenien un valor religiós (apotropaico), protecció contra la mala sort, o altres símbols (episemas). Aquesta decoració podia ser força rica, sense rivalitzar, però, amb la de l'escut d'Aquil·les, obra del déu Hefest.
La cara interna constava d'una o dues empunyadures per les quals l'hoplita ficava la mà i el braç esquerre. Fora de la batalla, es passava per aquestes empunyadures una corretja que permetia penjar l'escut a l'espatlla mitjançant un talabard.

### Armes ofensives

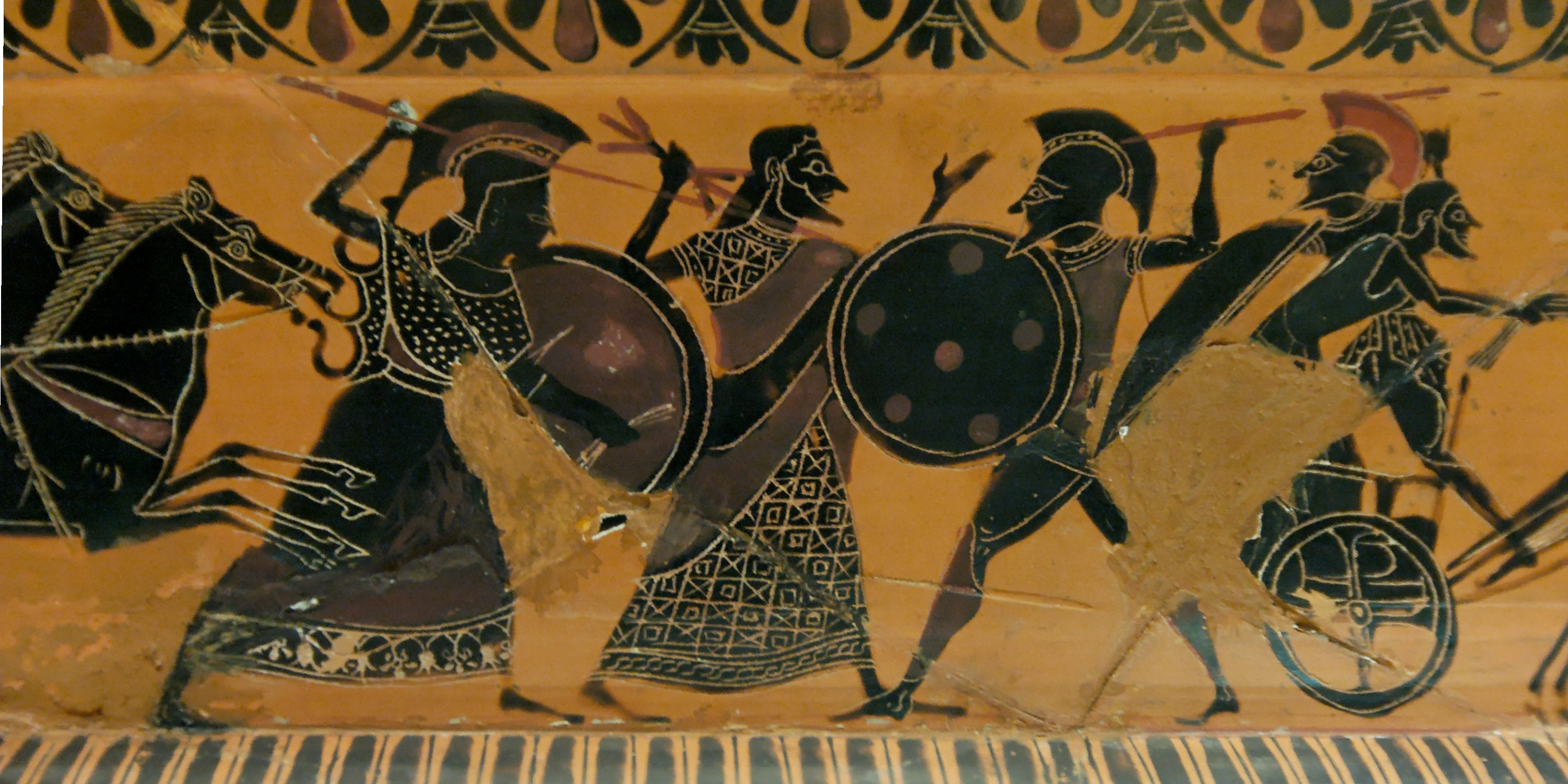
Crater àtic que representa una lluita entre Atena i Ares

Les armes ofensives varien menys des de l'època d'Homer que l'equip defensiu. Seguien sent la llança i l'espasa.
La llança (dori), arma de xoc, era una llarga vara de fusta, d'uns 2 m; en un dels extrems hi havia una punta de metall, de vegades plana en forma de fulla, altres vegades massissa, en forma de piràmide molt allargada. L'asta, de fusta de freixe en general, estava coberta de bandes de cuir a la part per la qual se subjectava. A la part inferior tenia un guaspa metàl·lic destinat a servir de contrapès a la punta que, en alguns casos també era punxeguda, de manera que la llança es pogués utilitzar pels dos extrems.
L'espasa (xifos) no era una simple daga, sinó una arma de guerra que podia substituir la llança en el combat directe, en el cos a cos. L'espasa de l'hoplita tenia una fulla rectilínia de doble tall. Podia tenir una longitud total, puny inclòs, de 60 cm. Es portava penjada de l'espatlla esquerra mitjançant un talabard. Després de les guerres mèdiques, l'hoplita utilitzava una espasa curta, sols una mica més llarga que un punyal.
Els exèrcits grecs tenien igualment tropes lleugeres que no tenen equip defensiu, excepte a vegades un petit escut, anomenats psils; podien ser foners, llançadors de javelina o arquers, i al segle iv aC, hi havia els portadors d'una arma nova anomenada catapulta.
La fona (sphendoné) estava composta per dos cordonets de llana o de crin als quals se subjectava una butxaca de cuir on es posava una pedra o una pilota d'argila, de plom o de bronze en forma de fus. El tirador imprimia al conjunt un ràpid moviment giratori i després llançava l'extrem d'un dels cordons. La pedra o pilota llançada per la força centrípeta arribava fins i tot a una distància de 200 m.
La javelina de guerra (acontion), una espècie de llança de reduïdes dimensions, estava proveïda d'un propulsor.

## Tropes terrestres d'Atenes
Sota el comandament suprem de l'arcont polemarc, i més tard dels estrategs, el cos dels hoplites atenesos estava dividit en deu unitats, que incloïen la infanteria de les deu tribus, manades al seu torn pels deu taxiarca, oficials elegits pel poble; els mantells estaven brodats amb amples franges porpra. Cada taxiarca designava els caps de companyia (locagós).

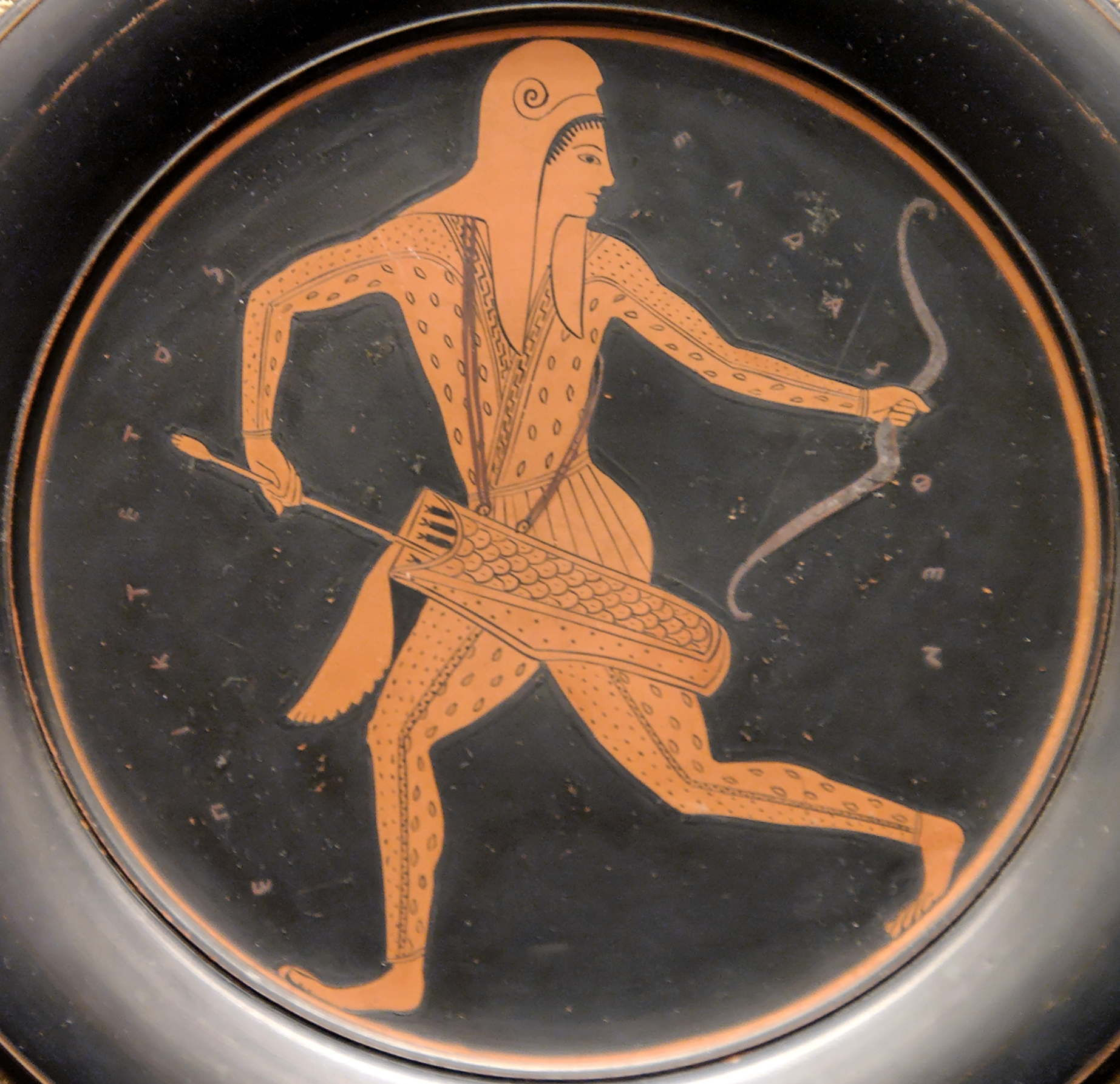
Arquer escita

L'estrateg atenès Ifícrates el Vell creà al segle iv aC un cos de peltastes als quals va donar un equip més lleuger que el de l'hoplita. El peltasta és només un hoplita més lleuger. Les seves armes ofensives eren la llança i l'espasa.
Abans de les Guerres Mèdiques hi havia a Atenes arquers o tòxotes amb vestit escita que possiblement eren atenesos vestits així. No obstant això, a Marató, en el 490 aC, l'exèrcit atenès no tenia ni arquers ni genets, però els nombrosos arquers i genets de l'exèrcit de Xerxes II obligaren Atenes a formar cossos d'aquestes tropes.
A Salamina i Platea lluitaren arquers atenencs (480-479 aC). En l'època de la Guerra del Peloponès, van arribar a ser un efectiu de 1.600 soldats. Aquests arquers es van reclutar entre els ciutadans més pobres, els tetes. Portaven l'arc tradicional de doble corba.
En aquest cos d'arquers a peu, i també en el d'arquers a cavall (hipotoxotai), calia distingir amb cura els arquers escites, comprats per primera vegada per Atenes quan creà la confederació de Delos al 477 aC. Aquests esclaus actuaven com a policia a Atenes, sobretot en els tribunals, a l'Ekklesía i en les assemblees de tota naturalesa. No eren soldats, sinó policies.

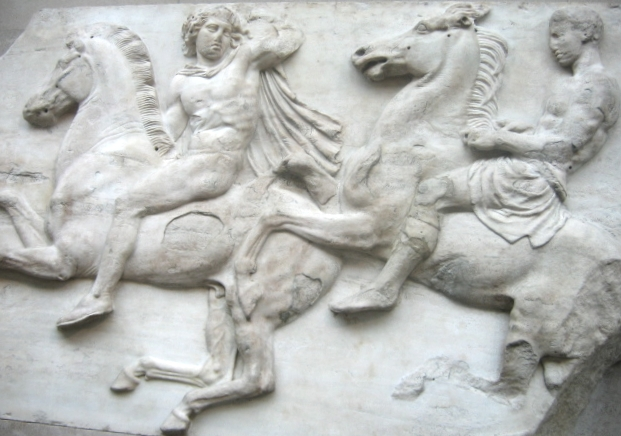
Genets del fris del Partenó

Després de Marató es creà també un cos de genets, que primer va tenir 300, després 600 i finalment 1.000 cavalls.
Aquest cos es reclutava entre les dues classes més benestants, la segona de les quals es deia precisament la dels cavallers (hippeis). L'estat no aportava el cavall, i la cria de cavalls era un privilegi dels atenesos rics. Els seus fills tenien ocasió des de molt d'hora de fer cabrioles als prats de Colon o a la ciutat, en les processons; arribaven a l'edat militar sent ja experts en equitació.
L'hiparc, cap suprem de la cavalleria atenesa, elegit pel poble per a un any, era qui reclutava els genets al final de l'efebia. Però aquesta elecció l'havia de confirmar la Boulé, que cada any passava revista (dokimasia) als genets i als cavalls. L'hiparco tenia sota comandament els deu filarques que manaven l'esquadró d'una tribu, és a dir, uns 100 soldats.
El genet atenès anava armat amb dues llances i una espasa, en general corbada com un sabre (kopis). No portava la cuirassa de l'hoplita i l'escut més que per a les desfilades; i les cnémidas de bronze, que haguessin ferit els costats de la seva muntura, es van substituir per botes altes de cuir. En una època es va vestir com els genets tracis: gruix mantell de llana, genolleres i barret de guineu. Muntava a l'empel, sense sella ni estreps, i el cavall no duia protecció.
Al segle iv aC, l'equip de cavalleria va tendir a ser més pesat, i Xenofont aconsella als genets que portin una cuirassa a mida i manyoples, i que protegeixin el cavall, sobretot sota el ventre, amb un encoixinat.
Els genets compartien certa tendència lacònia i es deixaven créixer els cabells igual que els espartans. Apareixen al fris de les panatenees al Partenó.
En la comèdia Els cavallers, Aristòfanes els representa amb una simpatia evident, no sense ironia, com valents aferrats als vells costums i al conservadorisme oligàrquic, enemics naturals de Cleó.
L'exèrcit atenès incloïa també tota classe de serveis auxiliars, com el de correus (hemerodromos), que per complir les seves missions de contacte o portar notícies a Atenes havien de ser capaços de córrer durant tot un dia (hemera) abans de lliurar el missatge a un altre corredor.
Igualment hi havia metges per cuidar els ferits, com en l'exèrcit d'Agamèmnon de Troia; i endevins, la funció dels quals era molt important.
Per transmetre amb rapidesa les notícies importants, els grecs no sols utilitzaven correus, sinó també senyals lluminosos (realitzats amb torxes i fogueres) que, gràcies als relleus, constituïen una veritable xarxa de "telegrafia òptica".

## Caràcter religiós de la guerra
A Atenes sobretot, el jurament dels efebs i la seva visita als santuaris donava un caràcter religiós a l'entrada a la carrera de les armes.
En els exèrcits de totes les ciutats gregues hi havia molts ritus que esglaonaven el començament de cada campanya militar i les etapes de la guerra.
Abans de decidir una guerra, es consultava als déus, dirigint-se, per exemple, a l'oracle d'Apol·lo Piti, o fins i tot als oracles o endevins locals.
Una vegada decidida la guerra, no es trencaven les hostilitats fins que l'herald, personatge investit de caràcter sagrat, hagués procedit a la declaració solemne de guerra. Arribat el cas, l'herald també portava les propostes de treva o de pau. La declaració de guerra entre dues polis es caracteritzava jurídicament per la interrupció de tota relació entre ambdues, mitjançant els heralds (akerictí).
Pel que fa l'exèrcit, estava preparat per a partir, no podia posar-se en camí qualsevol dia. Els espartans van arribar a Marató després de la batalla, perquè un escrúpol religiós els prohibia entrar en campanya abans de la lluna plena. 
 L'expedició a Sicília, iniciada un dia nefast, va acabar en catàstrofe.
En el moment en què l'exèrcit estava a punt per a la marxa, el seu cap oferia un sacrifici i pronunciava una oració.
Si era devot, com Nícies, tenia molta cura de no oblidar les imatges dels déus d'Atenes i un altar portàtil on cremava el foc perpetu de la ciutat. Així mateix portava amb ell alguns endevins, doncs durant la campanya no es podia adoptar cap decisió important sense consultar prèviament els déus.
Quan els dos exèrcits estaven ja alineats cara a cara per a la batalla, en cada camp el cap, assistit pels endevins, dirigia als déus unes pregàries consagrant persones i béns dels enemics. També immolaven víctimes, i els arúspexs intentaven desxifrar els presagis en les seves entranyes.
Podia passar que un dels adversaris iniciés l'acció i que l'altre no intentés defensar-se, si els déus no s'havien pronunciat amb claredat: a Platea, l'exèrcit espartà, immòbil, amb les armes als peus i els escuts a terra, va rebre una pluja de sagetes mentre esperava que els déus parlessin.

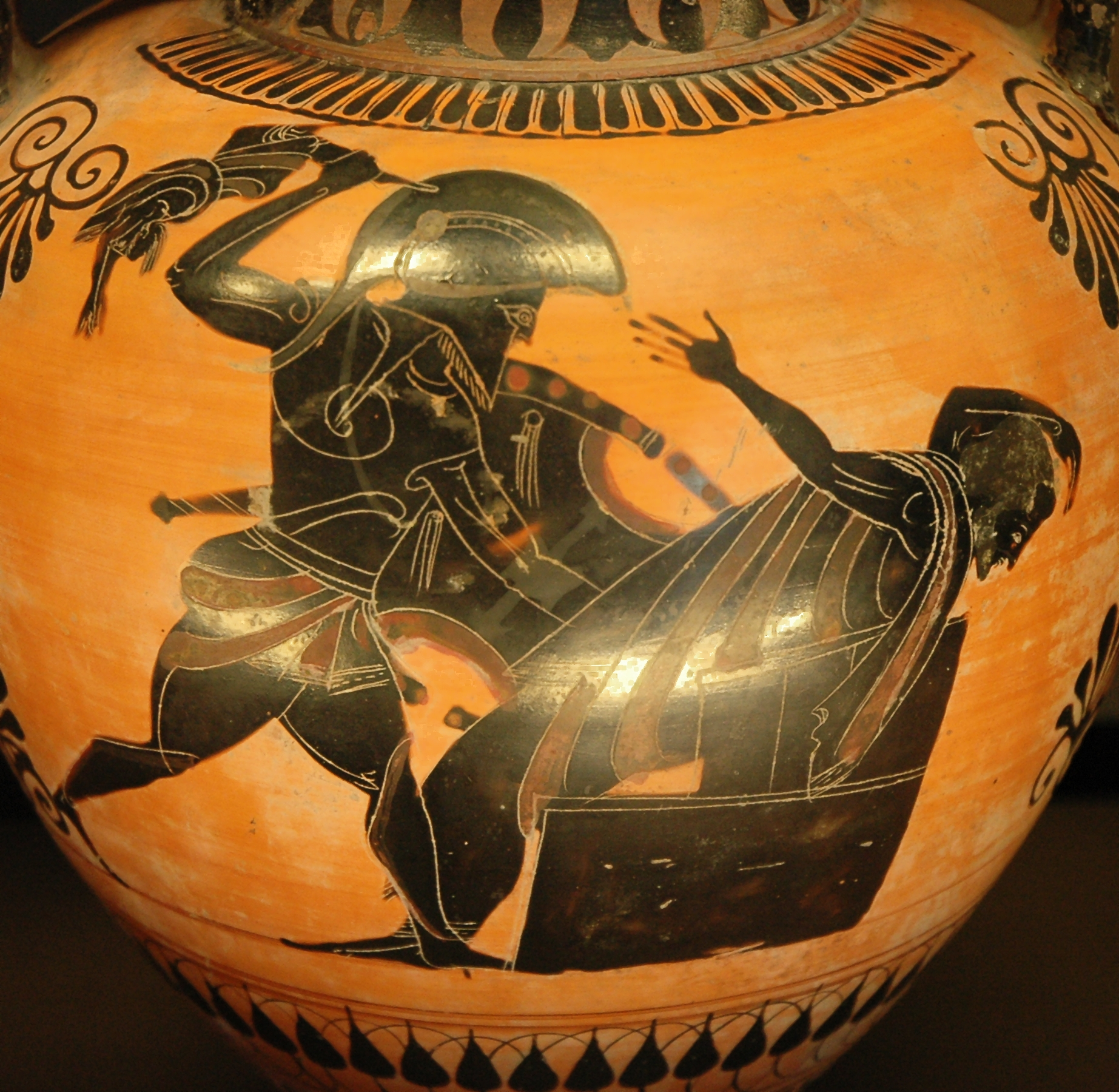
Neoptòlem mata Príam

En la lluita, els déus i els herois no abandonaven els seus fidels, sinó que lluitaven amb ells. En la batalla de Marató contra els perses, molts soldats atenesos van creure veure Teseu en armes, que es llançava de cap contra els bàrbars.
En època homèrica, només es feien presoners per degollar després, ja que els déus tenien dret a aquest sacrifici humà, excepte quan s'esperava obtenir un rescat del captiu.
Encara en època clàssica era freqüent matar sense pietat els enemics vençuts en el mateix camp de batalla i fins i tot després de la batalla quan ja s'havien rendit. Es rematava els ferits.
Quan es prenia una ciutat, es passava a ganivet les dones, els ancians i els nens. Es venien com a esclaus als que es perdonava la vida.
Aquesta era la guerra, consagrada, o més aviat, imposada per la religió. El vencedor tenia el deure d'enterrar els seus morts i de concedir una treva als vençuts, perquè poguessin fer el mateix.
Als enemics morts i als presoners se'ls treien les armes. Amuntegades en el camp de batalla o agrupades sobre troncs d'arbres, constituïen el trofeu sagrat i objecte de culte que es dedicava als déus. Aquest maniquí cobert d'armes es considerava una estàtua divina.
Erigir el trofeu era mostrar-se victoriós. Després d'un combat de resultat incert, podia passar que tots dos adversaris erigissen un trofeu.
En l'època clàssica no es consagrava als déus la totalitat del trofeu, sinó només una desena part (decate), el delme. Aquest és l'origen de monuments sovint fastuosos que s'acaramullaven al llarg de les vies sagrades dels santuaris panhel·lènics, com ara l'oracle de Delfos, i davant els quals s'escandalitzaria Plutarc, sacerdot d'Apol·lo Piti:
| « | Aquests monuments en què el déu està envoltat per tot arreu de primícies i delmes, que són producte de matances, de guerres i de saquejos, i aquest temple ple de despulles i botins presos als grecs... Podem veure tot això sense indignar-nos? Com podem no compadir-nos dels hel·lens quan llegim en belles ofrenes inscripcions tan vergonyoses com aquestes: «Bràsides i els acants amb les despulles dels atenesos», «els atenesos amb les despulles dels corintis", "els focis amb les despulles dels tessalis»? | » |

Així com durant la campanya s'arrasaven les terres de l'enemic i semblava normal arrencar les collites i talar els arbres, fins i tot les oliveres; de la mateixa manera, després de la victòria, el territori enemic pertanyia al vencedor, que podia destruir les cases i fer desaparèixer qualsevol signe de vida en aquesta terra.
Quan se signava un tractat de pau, els déus presidien aquest acte solemne. En la fórmula del jurament se'ls anomenava com a garants i aquest jurament quedava segellat amb un sacrifici.

## Estratègia i tàctica

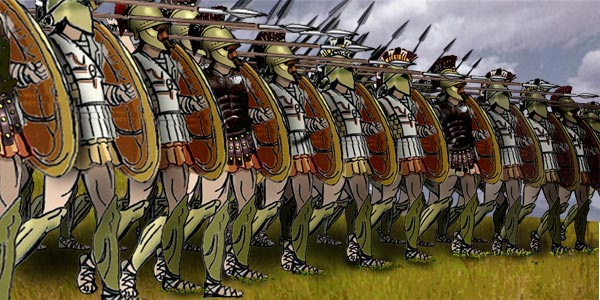
Reconstrucció moderna d'una formació de falange hoplita. En realitat, l'equip no era uniforme (amb la notable excepció d'Esparta), ja que cada soldat es procurava la seva panòplia i la decorava a la seva voluntat

Cada ciutadà mobilitzat havia de posar al seu sarró, o més aviat a la seva cistella (pleca), alguna cosa per a alimentar-se durant tres dies, sobretot pa, formatge, olives, ceba i all. Aquesta és la raó per la qual Aristòfanes parla sovint d'aquesta motxilla que fa olor de ceba i que simbolitzava totes les incomoditats de la vida militar.
La majoria de les batalles campals de l'època clàssica eren xocs brutals de falanges que s'atacaven de cara, a la carrera, cantant el pean quan la trompeta donava el senyal d'atac, com van fer els atenesos a Marató: s'afanyaven per reduir el temps durant el qual podien causar baixes les armes llançades per les tropes lleugeres de l'enemic, i també perquè el xoc de les llances fos més violent i irresistible.
Fins i tot els lacedemonis, els grecs més famosos per la forma de realitzar les maniobres, i els més ben entrenats, es posaven en formació abans d'atacar l'enemic, i la conservaven mentre durava l'acció, excepte en casos d'absoluta necessitat, ja que qualsevol canvi de tàctica en contacte amb l'adversari era perillós.
La lluita es decidia en accions individuals, en monomàquies, duels, o juxtaposats.
L'estratègia seguia sent molt elemental, almenys fins a l'època d'Ifícrates i Epaminondes.
La formació habitual entre els espartans era de vuit files a fons i cada soldat ocupava aproximadament un metre quadrat, excepte si els caps ordenaven estrènyer files i lluitar braç a braç, escut contra escut.
L'aparició de la cavalleria després de Marató canvià una mica l'aspecte de les batalles. Estava encarregada de les missions de reconeixement i de presa de contacte.
El 394 aC davant de Corint, el jove atenès Dexíleo morí amb quatre genets en una missió molt perillosa que se'ls havia confiat. El seu monument funerari al cementiri del Ceràmic el representa matant amb la seva llança un enemic a qui trepitja el seu cavall.
La cavalleria servia també per a perseguir, per a matar els enemics fugits. Enmig dels soldats d'infanteria que fugien, sobretot els hoplites amb el seu pesat equip, només un home tan valent i amo de si mateix com Sòcrates tenia alguna possibilitat de salvar-se.
Des que el 480 aC les tropes de Xerxes van prendre i saquejar Atenes, es van construir i reforçar les muralles, gràcies sobretot a Temístocles.
L'arquitectura militar faria grans progressos en el segle iv aC, com demostren les ruïnes de Messene.
Les diferents fortaleses de l'Àtica només tenien una funció secundària, i la de Ramnunt, per exemple, que començà sent un simple lloc d'observació, no mereix en realitat el nom de ciutadella fins poc després de les obres iniciades cap al 412 aC, durant la Guerra de Decèlia, justament al fort del demos de Decèlia.
Com els exèrcits del segle V aC no disposaven de màquines de setge eficaces, resultava molt difícil prendre per la força les ciutats ben fortificades. Durant la Guerra del Peloponès, que durà gairebé trenta anys, els lacedemonis i els seus aliats, tot i que van assolar l'Àtica en ocasions, ni tan sols intentaren assaltar el conjunt poderosament defensat que constituïen Atenes i el Pireu, units pels Murs Llargs.
Només una escalada per sorpresa o el bloqueig per fam dels assetjats podia posar fi a la resistència d'una ciutat decidida a defensar-se. Algunes vegades era la traïció la que obria les portes.
Per a escurçar els períodes de setge i reduir els assetjats per la set, els assaltants no dubtaven a interceptar les aigües, procediment que prohibia l'amfictionia dèlfica.
Al segle iv aC, Enees Tàctic va escriure una obra, que s'ha conservat, sobre l'art de defensar una plaça assetjada. S'hi troben tota mena de consells minuciosos sobre el tancament i la vigilància de les portes, les consignes i els senyals, els llocs d'observació que s'han d'establir, les sortides que cal fer, les rondes, les màquines de setge que començaven a aparèixer i les màquines amb les quals els assetjats podrien contrarestar la seva acció, la manera d'incendiar les màquines dels assaltants, els mitjans d'impedir l'escalada, és a dir, totes les argúcies que es podien emprar per dissuadir l'enemic.
Enees recomanava també, en les nits fosques i tempestuoses, lligar fora de la muralla gossos que descobreixin des de lluny els espies i els trànsfugues, i se sap que els gossos van tenir un paper gens menyspreable en la protecció de les fortaleses.
El segle iv aC és un segle de transició i de ràpid avanç en l'art militar. La falange macedònia i el desenvolupament de l'art dels setges (poliorcètica) donaran a les guerres del període hel·lenístic un aspecte diferent i allunyat del de les batalles de la Ilíada.

## La flota de guerra atenesa
Al mar és on Atenes era més poderosa perquè en el segle v aC exercia una veritable talassocràcia. I no obstant això, en el 490 aC, l'any de la batalla de Marató, encara no tenia una flota digna d'aquest nom, com tampoc tenia cavalleria.
Va ser Temístocles qui va impulsar el poder naval d'Atenes. Comprengué, sense esperar que l'oracle de la Pítia digués que «només seria inexpugnable una muralla de fusta», que la ciutat necessitava molts vaixells de guerra per defensar-se contra la flota d'Egina i sobretot contra la flota de Xerxes.
Va ser ell qui va transformar molts hoplites atenesos en soldats de marina i mariners, fins al punt que més tard se li acusà d'haver convertit nobles guerrers en vils remers.
Aprofitant el descobriment d'un nou filó, més ric, en les mines de plata de Laurion', va aconseguir que els atenesos, en comptes de repartir-se els beneficis de l'explotació -potser 100 o fins i tot 200 talents-, prestessin als 100 ciutadans més rics mitjans per construir trirrems.
D'altra banda, va iniciar importants obres al Pireu, que va substituir com a port a la cala de Falèron. Es van condicionar i fortificar les dàrsenes de Zea i Muniquia. Les construccions i tots els preparatius necessaris es van dur a terme amb tal rapidesa que l'any 480 aC, en la batalla de Salamina, Atenes va poder alinear 147 vaixells de guerra disposats a fer-se a la mar, i altres 53 es mantenien de reserva, cosa que fa una flota total de 200 trirrems.
Gràcies als recursos del tribut pagat per les ciutats dominades pel poder atenès, aquesta flota augmentarà encara més al llarg del segle v.
En els segles V aC i IV, tindrà normalment uns 300 o 400 trirrems, quantitat més que suficient per garantir el domini d'Atenes sobre l'Egeu i els estrets.

## Trierarquia i tàctica naval
L'organització de la trierarquia (literalment: comandament de la triera) també va sorgir pel que sembla en temps de Temístocles. Era una litúrgia, com per exemple, la corègia.
Els strategoi designaven cada any els trierarques entre els ciutadans capaços de suportar aquesta costosa càrrega, i no entre els millors marins, ja que encara que l'estat aportava el casc i, potser, els aparells de la nau, així com la tripulació, el trierarca havia de fer grans despeses: havia d'instal·lar els aparells pel seu compte, completar-los si calia i vetllar pel seu manteniment, així com realitzar les reparacions necessàries durant la campanya.
Ell manava en el vaixell, però el pilot, cap de la tripulació que estava a les seves ordres, era un marí amb experiència que li aconsellava tècnicament quan era necessari.
Cap al final de la Guerra del Peloponès, els ciutadans estaven massa empobrits per poder suportar la càrrega de la trierarquia. Llavors es va permetre que dos sintrierarques s'associaren per compartir les despeses d'una sola trirrem. Cadascun d'ells manava el vaixell durant sis mesos.
Al segle iv aC la situació econòmica encara s'agreujà més i s'ideà el sistema de simmories per a repartir amb més equitat aquest onerós servei públic.
La major part dels remers atenesos eren de la classe més pobra, tetes, de vegades eren metecs; fins i tot -quan es necessitaven soldats- esclaus a qui es prometia la llibertat si es comportaven adequadament. Només per equipar 200 trirrems feien falta més de 40.000 soldats. La paga diària passà de 3 òbols una dracma.
La partida d'una flota atenesa al Pireu era un gran espectacle, sobretot quan es tractava d'una expedició tan important com la navegà cap a Sicília a l'estiu del 415 aC:
| « | Els atenesos i alguns aliats que es trobaven a Atenes van baixar al Pireu el dia assenyalat, a l'alba i es van embarcar per fer-se a la mar. Amb ells també van baixar tots aquells que quedaven a la ciutat, ciutadans i estrangers. Durant el trajecte les seves esperances es barrejaven amb llàgrimes. No obstant això, davant el desplegament de força, donada la importància de tots els efectius que tenien a la vista, recobraven la confiança. Els trierarques de la ciutat havien triat amb tota cura la flota, sense reparar en despeses, i l'estat havia assignat a cada soldat de la tripulació una dracma diària, aportant també seixanta unitats ràpides de vaixells sense equipar, més quaranta transports de tropes amb un personal ben seleccionat per als serveis. Els trierarques per la seva banda van afegir una prima complementària a la paga assignada per l'estat per als remers de la primera filera (tranitas) i per als oficials, i també havien decorat i condicionat les naus amb sumptuositat; cap d'ells havia reparat en despeses perquè el seu vaixell es distingís pel seu bell aspecte i per la seva velocitat a desplaçar-se. Quan s'acabà l'embarcament i es va haver posat tot el material al seu lloc, la trompeta ordenà silenci. Era el moment de les pregàries abans de la marxa: se'n van fer, però no sobre cada vaixell per separat, sinó totes alhora, en sentir la veu de l'herald. En tota l'armada s'havia barrejat el vi en les craters: soldats i caps van fer les libacions amb copes d'or i argent. També en terra es va sumar a les pregàries la multitud de ciutadans i tots els que es trobaven allí per amistat. Un cop cantat el pean i fetes les libacions, la flota sortí del port, al principi amb els navilis en fila, però després van rivalitzar ja fins a Egina per veure quin era més ràpid. | » |

De seguida acudirà la trirrem Salaminia, dedicada especialment, igual que la Paralia, als missatges oficials de l'estat, per lliurar a Alcibíades (general atenenc), un dels tres comandants en cap, l'ordre de tornar a Atenes per respondre a una acusació de sacrilegi, i l'orgullosa armada acabarà patint un desastre total.
Per a l'estudi de la tàctica i l'estratègia marítimes són molt instructius els capítols del llibre VII de la Història de la Guerra del Peloponès de Tucídides, en els quals l'historiador relata les batalles navals davant Siracusa, que van causar la pèrdua d'aquesta nombrosa i esplèndida flota.
L'estratègia naval era un art molt difícil. Els atenesos el dominaven, de la mateixa manera que els espartans no tenien rival en les maniobres dels hoplites.
L'objectiu era envestir el flanc dels navilis enemics. Per aconseguir-ho, primer calia trencar i embolicar l'esquadra contrària i sembrar-hi confusió. Una maniobra perillosa era la que consistia a passar a tota velocitat al llarg d'un vaixell enemic: en arribar a la seva altura, l'agressor retirava els seus rems i amb l'esperó de proa trencava en trossos els de l'adversari, que llavors es convertia en una presa fàcil.
Per a realitzar al mar semblants maniobres de precisió, calia tenir tripulacions molt bé entrenades. Xenofont explica com, al segle iv aC, Ifícrates, el creador dels peltastes, que també fou un gran almirall (navarc) formava en navegació el personal de la seva flota:
| « | Primer deixava al seu lloc les grans veles com si anés a combatre (...) Sovint també, en apropar-se a la costa on la flota havia de menjar, al migdia o a la nit, dirigia el cap de l'esquadra cap a alta mar, quan s'acostava al punt de desembarcament, per després ordenar una conversió que posava la proa de les trirrems enfront de la vora i, quan es donava el senyal, les deixava sortir, tractant totes d'arribar primeres a terra; llavors era un gran premi arribar primer per buscar aigua, i ser els primers a menjar. En la navegació diürna, en donar un senyal, posava l'esquadra unes vegades en columna, altres en línia | » |

En aquest text es veu com de prop a la costa solien navegar les flotes gregues, ja que els mariners menjaven a terra sovint.

## Els morts i els tolits de guerra

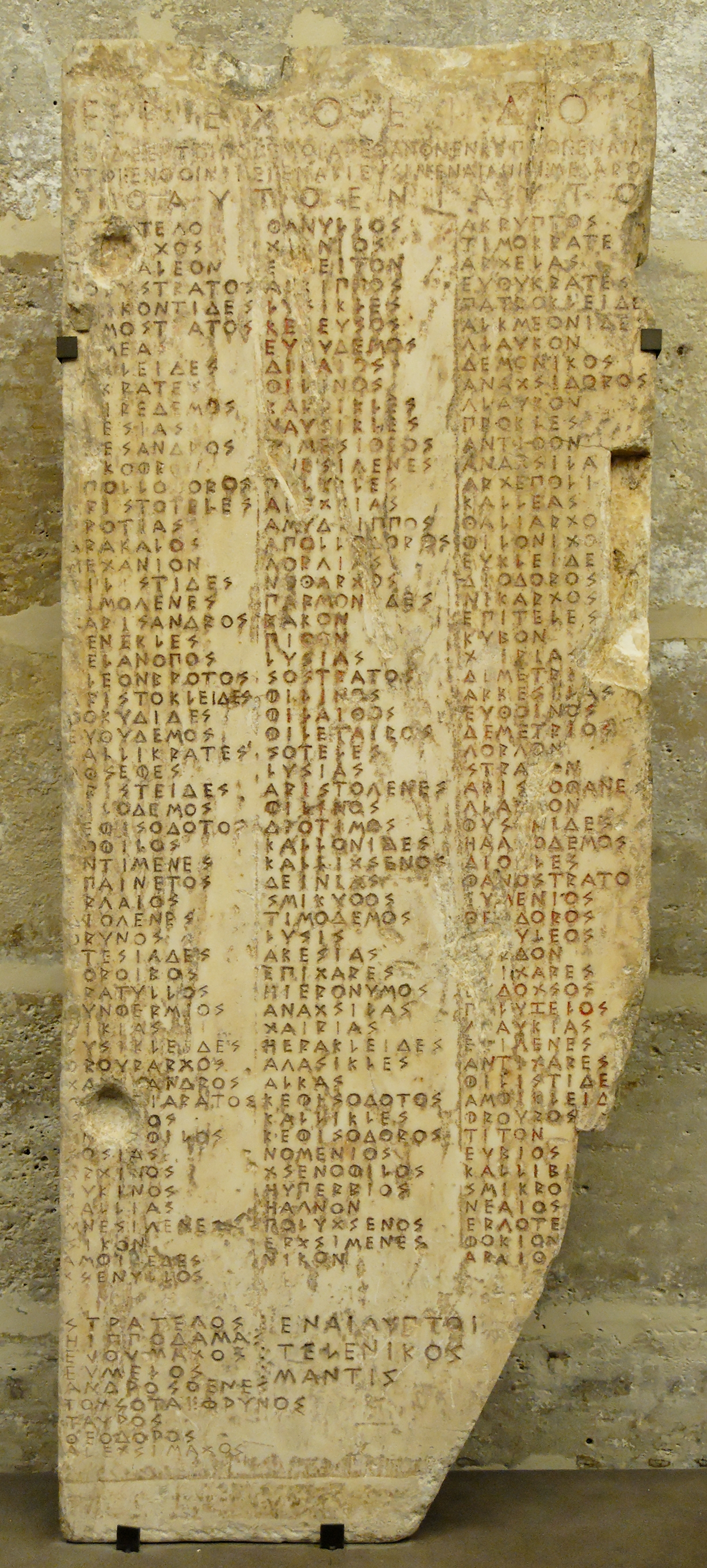
Monument als morts de la tribu erecta, h. 460-459 aC

A Esparta, els guerrers morts en combat se sepultaven embolicats en el seu mantell escarlata, que els servia de mortalla, i se'ls cobria de branques d'olivera. Les tombes tenien escrit el seu nom, mentre que les tombes dels altres lacedemonis eren anònimes.
A Atenes, després de cada campanya es portaven piadosament a la ciutat les restes dels guerrers morts i se'ls feien funerals nacionals:
| « | Tres dies abans de les exèquies, s'alça una tenda sota la qual es dipositen les restes dels morts i tothom ha de portar ofrenes al seu familiar mort (gairebé sempre benes de llana, corones i garlandes de flors i fulles, branques o gots funeraris). A la comitiva són conduïts pels carros amb els fèretres de xiprer, un per cada tribu. Al mateix temps es porta un llit buit i adornat en honor dels desapareguts. Els ciutadans i els estrangers que ho desitgen formen part del seguici. Les dones envolten el fèretre i llancen gemecs. Els fèretres es dipositen en un monument públic, erigit al barri més bell de la ciutat (el Ceràmic), i un orador triat per l'estat pronuncia l'elogi que exalça el valor dels morts. | » |

En el 431 aC va ser el mateix Pèricles qui pronuncià aquest epitafi, que Tucídides ha transmès.
En el monument funerari, els noms dels morts es gravaven per tribus, sota un títol molt simple: «Llista dels atenesos morts en aquest campanya, de la tribu Erecteo ...», però sovint també hi havia un breu poema, un epigrama funerari que exaltava el seu heroisme.
La polis es feia càrrec dels orfes de guerra i garantia la seva manutenció fins a l'efebia. Llavors tenia lloc en la festa de les Grans Dionisies, al teatre, el lliurament solemne de l'armadura completa (panòplia) que l'estat oferia a cada orfe.
| « | En el moment en què es presenten les tragèdies, l'herald s'avança, presenta els orfes de pares morts en la guerra, adolescents vestits amb l'equip d'hoplita, i pronuncia la més bella proclama: «El poble ha educat fins a l'adolescència aquests joves de pares morts com valents guerrers; ara els arma amb aquesta armadura completa, i deixa que cadascú prossegueixi la seva carrera, encomanant-los a la bona Fortuna, i els convida ocupar la primera fila (proedria) al teatre ». | » |

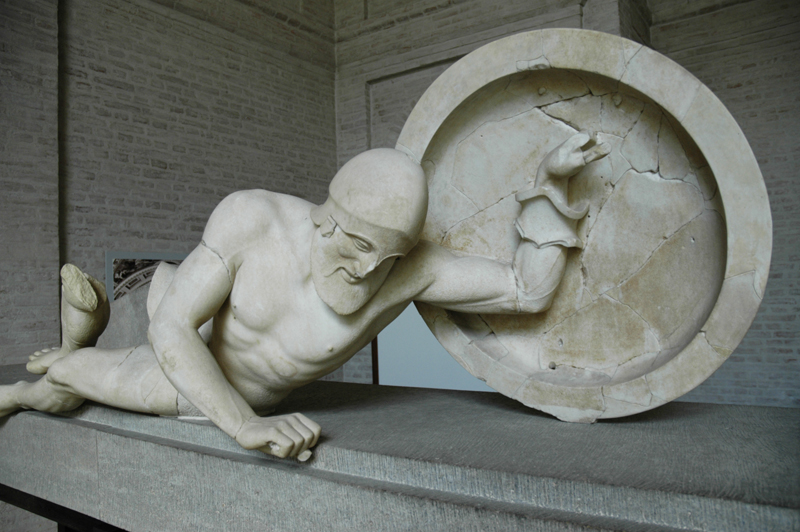
Laomedont agonitzant, figura E-XI del frontó est del temple d'Afaia, ~505 - 500 aC

Pel que fa als atenesos que havien sobreviscut a les ferides però que estan tolits o malalts, la polis també els presta ajuda: una llei, atribuïda a Pisístrat, ordena que la ciutat es faci càrrec d'alimentar els mutilats de guerra.
Cal distingir aquesta llei de la que concedia una pensió diària de dos òbols a tots els malalts civils que no tenien recursos: l'invàlid per al qual Lísies va escriure un legat no és, per descomptat, un tolit de guerra, perquè en aquest cas, trauria a la llum els seus mèrits militars en el moment en què es parla de suprimir la pensió.

## La guerra entre grecs
Els hoplites atenesos de Marató, els d'Esparta en les Termòpiles i a Platea, els mariners i els epibatas d'Atenes a Salamina van salvar Grècia: sense ells la civilització grega hagués mort sense desenvolupar-se, l'Hèl·lade s'hagués convertit en una satrapia persa.
Després de les guerres mèdiques, però, Grècia tornà contra si mateixa tota la seva energia i la seva experiència guerrera. Un dels episodis més atroços i més significatius de la Guerra del Peloponès és el de Melos, al 416 aC. Aquesta petita illa dòria de l'Egeu va cometre l'error, als ulls dels atenesos, de voler ser neutral entre «els dos grans» que aleshores estaven en guerra. Cal llegir en Tucídides el tràgic diàleg dels enviats atenesos i dels magistrats de Melos.
Els ciutadans de Melos no van cedir i l'exèrcit atenès els assetjà Melos durant més d'un any, ja que la resistència d'aquests ciutadans, gelosos de la seva independència, fou heroica: en una incursió van matar molts assetjadors. Els atenesos es van veure obligats a enviar reforços i això en fou la fi, que Tucídides relata amb poques paraules:
| « | Es va assetjar la plaça amb més reforços, hi va haver una traïció i els habitants es van rendir a la voluntat dels atenesos. Aquests van matar tots els homes en edat de portar armes i van vendre com esclaus les dones i els nens. | » |

I els ciutadans de Melos eren grecs, no bàrbars.
Matances com aquesta i les pèrdues en les lluites terrestres i marítimes afebliren Grècia i la van deixar sense soldats fins al punt que, al segle següent (segle IV aC), per defensar la ciutat van haver de contractar cada vegada més mercenaris, és a dir, soldats estrangers que ja no lluitaven per patriotisme com a ciutadans, sinó sols per viure a canvi d'una paga.
Ja en el 399 aC els «deu mil» grecs de l'Anàbasi, entre els quals figurava l'atenès Xenofont, que explicarà les seves gestes, eren soldats d'ofici que posaven l'espasa al servei de qui els pagués millor: la seva història treu a la llum les funestes conseqüències d'una llarga guerra que deixà els antics combatents reduïts a enrolar-se en qualsevol part com a mercenaris.
Aquests aventurers, però, aviat no hauran de creuar la mar per guanyar-se la vida i posar-se al servei d'un príncep persa: les mateixes ciutats de Grècia, entre les quals tornaven a sorgir discrepàncies, es disputaran els seus serveis a preu d'or.
En va Demòstenes exhortarà sovint els seus conciutadans perquè pugin ells mateixos als trirrems i serveixin com a hoplites: contra Filip van preferir gairebé sempre recórrer als mercenaris, i al final es van decidir, quan ja era massa tard, i va ser a Queronea (338 aC) quan les millors tropes d'Atenes i de Tebes sucumbiren sota la falange macedònica.
Les lluites fratricides entre grecs van privar l'Hèl·lade a poc a poc dels seus millors soldats, que oferí així una presa fàcil per als conqueridors macedonis, i més tard als romans.